# Alajos Kiss proti Madžarski
Alajos Kiss proti Madžarski je primer, v katerem je Evropsko sodišče za človekove pravice odločilo, da je Madžarska pritožniku kršila pravice s tem, ko mu je zaradi mentalne invalidnosti odvzela volilno pravico.

## Ozadje primera
Pritožniku so leta 1991 diagnosticirali manično depresijo in  mu leta 2005 dodelili skrbnika. Leta 2006 je ugotovil, da je bil izbrisan iz registra volilcev. Pritožil se je na volilno komisijo, zatem pa se še na okrožno sodišče, obakrat neuspešno. V tem času se ni mogel udeležiti državnih volitev.
Po neuspešni pritožbi na volilno komisijo in okrožno sodišče je Kiss vložil tožbo na Evropsko sodišče za človekove pravice, ker mu je bila zaradi dodelitve delnega skrbništva odvzeta volilna pravica. Trdil je, da mu ni bila omogočena pravica do uporabe učinkovitega pravnega sredstva zaradi diskriminatorne narave volilne pravice v madžarski ustavi. Zaradi tega se je skliceval na kršitev pravice do svobodnih volitev (3. člen) protokola Konvencije o človekovih pravicah in temeljnih svoboščinah, samega ali v povezavi s pravico do učinkovitega pravnega sredstva (13. člen) in prepovedjo diskriminacije (14. člen). Madžarska se je na pritožbo odzvala s pozivom k zavrnitvi tožbe, saj se tožilec ni predhodno pritožil s pomočjo učinkovitih pravnih sredstev znotraj madžarskega pravnega reda.  

## Postopek in odločitev ESČP
Pred sodiščem je bilo vprašanje, ali je omejevanje volilne pravice na podlagi mentalne invalidnosti kršitev ustavnih pravic. Po mnenju Evropskega sodišča za človekove pravice je omejevanje volilne pravice na podlagi mentalne invalidnosti kršitev ustavnih pravic Madžarske. Sodišče ne sme brez predhodne analize presoditi, če so osebe z dodeljenim delnim skrbnikom zmožne oceniti in se opredeliti pri izvajanju volilne pravice. 
Sodišče je določilo, da je prišlo le do  kršitve pravice do svobodnih volitev (3. člen) protokola Konvencije o človekovih pravicah in temeljnih svoboščinah in da je Madžarska dolžna Kissu finančno povračilo v višini 3.000 EUR in dodatnih 5.000 EUR za stroške pravnega postopka.